# Chuck Schumer
Charles Ellis (Chuck) Schumer (New York, 23 november 1950) is een Amerikaans politicus van de Democratische Partij. Sinds 3 januari 1999 is hij senator voor New York, vanaf 20 januari 2021 als meerderheidsleider. Eerder was hij minderheidsleider in de Senaat van 2017 tot 2021 en lid van het Huis van Afgevaardigden van 1981 tot 1999.

## Huis van Afgevaardigden
Schumer was lid van het Huis van Afgevaardigden tussen 1981 en 1999, achtereenvolgens namens het 16e, 10e en 9e congresdistrict van de staat New York. Als congreslid werd hij in 1982 door rechter Raymond Dearie beschuldigd van het illegaal inzetten van federale middelen voor het uitvoeren van partijpolitieke bezigheden, maar het ministerie van Justitie weigerde hem hiervoor te vervolgen.

## Senaat
In 1998 stelde Schumer zich kandidaat als senator. Hij won de Democratische voorverkiezing met 51% van de stemmen en versloeg daarmee Geraldine Ferraro (21%) en Mark Green (19%). Hij versloeg in de algemene verkiezingen met 55% van de stemmen de Republikein Al D'Amato (44%). In 2004 werd hij herkozen met 77% van de stemmen ten koste van de Republikein Howard Mills. In 2010 werd hij opnieuw herkozen met 66% van de stemmen ten koste van de Republikein Jay Townsend. Zijn termijn liep af op 3 januari 2017 maar Schumer had aangegeven zich opnieuw verkiesbaar te stellen. Hij werd gezien als mogelijke opvolger van Harry Reid als fractieleider van de Democraten in de Senaat. In november 2016 werd hij niet alleen herkozen in de Senaat, maar ook inderdaad gekozen tot leider van de minderheidsfractie der Democraten.

## Persoonlijk
Schumer behoort tot het liberaal jodendom. Hij is sinds 1980 getrouwd met Iris Weinshal en heeft twee dochters. Zijn achterneef Gordon Schumer is de vader van comédienne Amy Schumer.